# Vincent Persichetti
Vincent Ludwig Persichetti (Filadèlfia, 6 de juny de 1915 – 14 d'agost de 1987) fou un compositor, pedagog i pianista estatunidenc. Va ser reconegut per la integració de diverses idees noves en composició musical a la seva pròpia feina i ensenyament, així com per ser professor de molts dels millors compositors de la Juilliard School.

## Biografia
Persichetti va néixer a Filadèlfia, Pensilvània, en 1915 i va continuar vivint a aquesta ciutat durant tota la seva vida. Encara que els seus pares no eren músics, la seva educació musical va començar ben aviat. Persichetti va ser matriculat en el Combs College of Music a l'edat de cinc anys, on va estudiar piano, orgue, contrabaix, i més tard, teoria musical i composició amb Russel King Miller, al que va considerar com a professor més influent a la seva formació.
A 14 anys va fer la primera interpretació pública de les seves obres. Quan va arribar la seva adolescència, Persichetti ja es pagava la seva educació mitjançant concerts i com a pianista acompanyant. Continua estudiant i agafa experiència com intèrpret orquestral, organista d'església i pianista a una emissora de ràdio. A més del desenvolupament de les seves facultats musicals, Persichetti va assistir a una escola d'art i va demostrar ser un àvid escultor fins a la seva mort. Després de rebre el seu diploma superior el 1936 immediatament se li va oferir una plaça com a professor.
Als 20 anys, Persichetti era simultàniament cap del departament de teoria i composició al Combs College of Music, estudiava direcció amb Fritz Reiner al Curtis Institute, estudiava piano amb Olga Samaroff i composició al Conservatori de Filadèlfia. Va obtenir el màster el 1941 i un doctorat el 1945, així com un diploma de direcció a Curtis. El 1941, mentre encara era un estudiant, Persichetti va encapçalar el departament de composició i teoria, així com el departament d'estudi de postgrau al Conservatori de Filadèlfia.
El 1947, William Schuman li va oferir un lloc com a professor a Juilliard. Els estudiants de Persichetti van incloure Einojuhani Rautavaara, Leonardo Balada, Steven Gellman, Peter Schickele (P.D.Q. Bach), Michael Jeffrey Shapiro, Claire Polin, Toshi Ichiyanagi, Robert Witt (qui també estudiat amb Persichetti a la Filadèlfia Conservatory), Philip Glass i Marga Richter. Va esdevenir director de l'editorial Elkan-Vogel el 1952.

## Música
Persichetti és una de les figures més importants de la música americana del segle xx, tant com a mestre i com a compositor. Els seus Hymns and Responses for the Church Year ha esdevingut un repertori estàndard per cors d'església. Les seves nombroses composicions per grups de vent són sovint tractades com introduccions a la música contemporània per a estudiants d'instituts i universitats. El seu primer estil va ser marcat per les influències de Stravinsky, Bartók, Hindemith, i Copland abans de desenvolupar el seu propi als anys 50.
El seu estil va ser marcat per l'ús de dos elements als quals es refereix com "graceful" i "gritty": el primer sent més líric-melòdic, i l'últim sent més abrupte i intensament rítmic. Freqüentment va utilitzar politonalitat i pandiatonisme a la seva escriptura. El fet d'abraçar diverses corrents de pensament musical fa que sovint les composicions d'aquest compositor siguen difícils de tractar. Aquesta tendència queda vigent a tota la seva carrera com a compositor, i no s'aprecien molts canvis al seu estil. Frecuentment componia mentre conduïa el seu cotxe, de vegades fent anotacions sobre un paper al volant.
Les composicions per a piano formen la major part de la seva sortida creativa, amb un concert, un concertino, dotze sonates, i una varietat d'altres peces escrites per l'instrument. Aquestes composicions, a més de virtuosistiques, també hi havia de pedagògiques i per a nivell amateur. Va escriure moltes peces adequades per intèrprets menys madurs, considerant-los capaços d'obtenir un seriós valor artístic.
Persichetti és també un dels compositors més importants pel repertori de banda, amb les seves 14 obres per a aquesta formació. 
Va escriure nou simfonies, de les quals les primeres dos van ser retirades (per ser les primeres dues simfonies d'altres compositors americans de finals dels anys 30 i principis dels 40, William Schuman i Peter Mennin), i quatre quartets de corda.
Moltes de les seves altres composicions són organitzades per sèries. Una d'aquestes, una col·lecció de composicions principalment instrumentals es van titular Parables, que conté 25 obres, molts per a instruments de vent sense acompanyament (llistat complet a sota). Les 15 Serenates inclouen combinacions poc comunes, com un trio per trombó, viola, i cello, així com seleccions per orquestra, per banda, i per duo de pianos.

### Llista d'obres
- Concertino for Piano, op.16, 1941
- Symphony no.1, op.18, 1942
- Symphony no.2, op.19, 1942
- Dance Overture, op.20, 1942
- Fables, op.23, 1943
- The Hollow Men, op.25, 1944
- Symphony no.3, op.30, 1946
- Serenade no.5, op.43, 1950
- Fairy Tale, op.48, 195
- Symphony no.4, op.51, 1951
- Symphony for Strings (Sym. no.5), op.61, 1953
- Symphony no.7 ‘Liturgical', op.80, 1958
- Piano Concerto, op.90, 1962
- Introit, op.96, 1964
- Symphony no.8, op.106, 1967
- Symphony no.9 ‘Sinfonia janiculum’, op.113, 1970
- Night Dances, op.114, 1970
- A Lincoln Address, op.124, 1972
- Concerto per corn anglés i cordes, op.137, 1977
- Banda:
  - Divertimento, op.42, 1950
  - Psalm, op.53, 1952
  - Pageant, op.59, 1953
  - Symphony for Band (Sym. no.6), op.69, 1956
  - Serenade no.11, op.85, 1960
  - Bagatelles, op.87, 1961
  - So Pure the Star, preludi coral, op.91, 1962
  - Masquerade, op.102, 1965
  - Turn not thy Face, preludi coral, op.105, 1966
  - O Cool is the Valley (Poema per a Banda), op.118, 1971
  - Parable IX, op.121, 1972
  - A Lincoln Address, op.124a, nar, band, 1973
  - O God Unseen, preludi coral, op.160, 1984
- Vocal
  - Coral:
    - Mag and Nunc, op.8, SATB, pf, 1940
    - Canons, op.31, SSAA/TTBB/SATB, 1947
    - 2 Cummings Choruses (e.e. cummings), op.33, 2vv, pf, 1948
      - I. jimmie's got a goil
      - II. sam was a man

    - Proverb, op.34, SATB, 1948
    - 2 Cummings Choruses, op.46, SSAA, 1950
      - I. hist whist
      - II. this is the garden

    - Hymns and Responses for the Church Year, op.68, 1955
    - Seek the Highest (F. Adler), op.78, SAB, pf, 1957
    - Song of Peace (anon.), op.82, TTBB/SATB, pf, 1959
    - Mass, op.84, SATB, 1960
    - Stabat mater, op.92, SATB, orch, 1963
    - Te Deum, op.93, SATB, orch, 1963
    - Spring Cantata (Cummings), op.94, SSAA, pf, 1963
    - Winter Cantata (11 Haiku), op.97, SSAA, fl, mar, 1964
    - 4 Cummings Choruses, op.98, 2vv, pf, 1964
      - I. dominic has a doll
      - II. nouns to nouns
      - III. maggie and millie and molly and may
      - IV. uncles

    - Celebrations (cant., W. Whitman), op.103, SATB, wind ens, 1966
    - The Pleiades (cant., Whitman), op.107, SATB, tpt, str, 1967
    - The Creation (Persichetti), op.111, S, A, T, Bar, SATB, orch, 1969;
    - Love (Bible: Corinthians), op.116, SSAA, 1971
    - Glad and Very (Cummings), op.129, 2vv, 1974
    - Flower Songs (Cant. no.6) (Cummings), op.157, SATB, str, 1983
    - Hymns and Responses for the Church Year, vol. 2, op.166, 1987

  - Solo:
    - e.e. cummings Songs, op.26, 1945, no publicada
    - 2 Chinese Songs, op.29, 1945
    - 3 English Songs (17th century), op.49, 1951, no publicada
    - Harmonium (W. Stevens), song cycle, op.50, S, pf, 1951
    - Sara Teasdale Songs, op.72, 1957, no publicada
    - Carl Sandburg Songs, op.73, 1957, no publicada
    - James Joyce Songs, op.74, 1957
    - Hilaire Belloc Songs, op.75, 1957
    - Robert Frost Songs, op.76, 1957, no publicada
    - Emily Dickinson Songs, op.77, 1957
    - A Net of Fireflies (Jap., trans. H. Steward), cicle de cançons, op.115, 1970
- Música de cambra i instrument sol
  - 3 o més instruments:
    - Serenade no.1, op.1, 10 vents, 1929
    - Str Qt no.1, op.7, 1939
    - Concertato, op.12, quintet de pianos, 1940
    - Serenade no.3, op.17, violin, violoncel, piano, 1941
    - Pastoral, op.21, quintet de vent madera, 1943
    - String Quartet no.2, op.24, 1944
    - King Lear, op.35, quintet de vent madera, timbal, piano, 1948
    - Serenade no.6, op.44, trombó, viola, violoncel, 1950
    - Piano Quintet, op.66, 1954
    - String Quartet no.3, op.81, 1959
    - Parable II, op.108, quintet de metall, 1968
    - String Quartet no.4 (Parable X), op.122, 1972
    - Parable XXIII, op.150, violí, violoncel, piano, 1981

  - 1–2 instruments:
    - Suite, op.9, violí, violoncel, 1940, no publicat
    - Sonata, op.10, violí, 1940
    - Fantasy, op.15, violí, piano, 1941, no publicat
    - Vocalise, op.27, violoncel, piano, 1945
    - Serenade no.4, op.28, violí, piano, 1945
    - Sonata, op.54, violoncel, 1952
    - Little Recorder Book, op.70, 1956
    - Serenade no.9, op.71, 2 flauta de bec, 1956
    - Serenade no.10, op.79, flauta, arpa, 1957
    - Infanta marina, op.83, viola, piano, 1960
    - Serenade no.12, op.88, tuba, 1961
    - Serenade no.13, op.95, 2 clarinets, 1963
    - Masques, op.99, violí, piano, 1965
    - Parable [I], op.100, flauta, 1965
    - Parable III, op.109, oboè, 1968
    - Parable IV, op.110, fagot, 1969
    - Parable VII, op.119, arpa, 1971
    - Parable VIII, op.120, trompa, 1972
    - Parable XI, op.123, saxo alt, 1972
    - Parable XII, op.125, piccolo, 1973
    - Parable XIII, op.126, clarinet, 1973
    - Parable XIV, op.127, trompetat, 1973
    - Parable XV, op.128, corn anglés, 1973
    - Parable XVI, op.130, viola, 1974
    - Parable XVII, op.131, contrabaix, 1974
    - Parable XVIII, op.133, trombó, 1975
    - Parable XXI, op.140, guitarra, 1978
    - Parable XXII, op.147, tuba, 1981
    - Serenade no.14, op.159, oboè, 1984
    - Parable XXV, op.164, 2 trompeta, 1986
- Instruments de tecla
  - Piano:
    - Serenade no.2, op.2, 1929
    - Sonata no.1, op.3, 1939
    - Poems, vols.1–2, opp.4–5, 1939
    - Sonata no.2, op.6, 1939
    - Sonata, op.13, 2 pianos, 1940
    - Poems, vol. 3, op.14, 1941
    - Sonata no.3, op.22, 1943
    - Variations for an Album, op.32, 1947
    - Sonata no.4, op.36, 1949
    - Sonata no.5, op.37, 1949
    - Sonatina no.1, op.38, 1950
    - Sonata no.6, op.39, 1950
    - Sonata no.7, op.40, 1950
    - Sonata no.8, op.41, 1950
    - Sonatina no.2, op.45, 1950
    - Sonatina no.3, op.47, 1950
    - Serenade no.7, op.55, 1952
    - Concerto, op.56, 4 mans, 1952
    - Parades, op.57, 1952
    - Sonata no.9, op.58, 1952;
    - Little Piano Book, op.60, 1953
    - Serenade no.8, op.62, 4 mans, 1954
    - Sonatina no.4, op.63, 1954
    - Sonatina no.5, op.64, 1954
    - Sonatina no.6, op.65, 1954
    - Sonata no.10, op.67, 1955
    - Sonata no.11, op.101, 1965
    - Parable XIX, op.134, 1975
    - Little Mirror Book, op.139, 1978
    - Reflective Studies, op.138, 1978
    - 4 Arabesques, op.141, 1978
    - 3 Toccatinas, op.142, 1979
    - Mirror Etudes, op.143, 1979
    - Sonata no.12, op.145, 1980
    - Winter Solstice, op.165, 1986

  - Altres:
    - Sonatine, op.11, pedals d'orgue, 1940
    - Harpsichord Sonata no.1, op.52, 1951
    - Organ Sonata, op.86, 1960
    - Shimah b'koli, op.89, orgue, 1962
    - Drop, Drop Slow Tears, preludi coral, op.104, orgue, 1966
    - Parable V, op.112, carillon (pianola), 1969
    - Parable VI, op.117, orgue, 1971
    - Do Not Go Gentle, op.132, orgue, 1974
    - Auden Variations, op.136, orgue, 1977
    - Dryden Liturgical Suite, op.144, orgue, 1980
    - Harpsichord Sonata no.2, op.146, 1981
    - Song of David, op.148, org, 1981
    - Harpsichord Sonata no.3, op.149, 1981
    - Harpsichord Sonata no.4, op.151, 1982
    - Harpsichord Sonata no.5, op.152, 1982
    - Parable XXIV, op.153, clavicèmbal, 1982
    - Harpsichord Sonata no.6, op.154, 1982
    - Little Hpd Book, op.155, 1983
    - Harpsichord Sonata no.7, op.156, 1983
    - Harpsichord Sonata no.8, op.158, 1984
    - Serenade no.15, op.161, clavicèmbal, 1984
    - Give Peace, O God, preludi coral, op.162, orgue, 1985
    - Harpsichord Sonata no.9, op.163, 1985

## Premis
- En honor de la influència de Persichetti a la música americana, el 19 de maig de 1984 se li va atorgar el Premi al Merit per la Universiy of Pennsylvania Glee Club.[1] Aquest premi es dona des de 1964 com a agraïment a aquell individu que hagi fet una contribució significativa al món de la música.